# Ігельська колона
Ігельська колона (нім. Igeler Säule) у селищі Ігель на річці Мозель є одним з двох (разом з Друсусштайном у Майнці) давньоримських могильних пам'ятників на північ від Альп, які з часів античності стоять на початковому місці і не сховані під землею. Руйнування після падіння Стародавнього Риму сприяли тому, що у Середньовіччі головне зображення на південній стороні колони вважали зображенням весілля Констанція I Хлора зі святою Оленою, матір'ю Костянтина Великого.

## Опис
Пам'ятник у  вигляді стріли висотою 23 метри з червоного пісковика був зведений бл. 250 р.н. е. братами Люціусом Секундініусом Авентінусом та Люціусом Секундініусом Секурусом для себе та їх померлих родичів. Він сильно прикрашений рельєфами, які показують сцени щоденного та професійного життя торговців тканиною, а також міфологічні сцени. Початково він був розфарбований, і крім пригадування про померлих родини мав також використання як реклама магазину тканин родини Секундіусів у місті Трір (Augusta Treverorum). Реконструкцію колони з оригінальним розфарбуванням можна побачити у Rheinischen Landesmuseum у Трірі.
На вершині стріли колони розташована скульптура орла з розпростертими крилами. Зараз вона вже дуже сильно пошкоджена природними умовами і орла вже не впізнати. Від латинської назви орла — aquila — селище Ігель отримало свою назву.

## Історичні свідчення

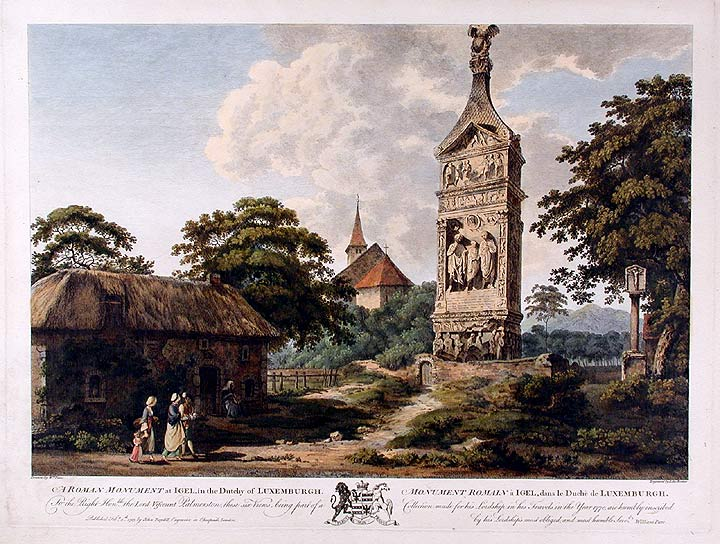
Ігельська колона (гравюра Едварда Рукера по малюнку Вільяма Парса, 1783)

Болонський шляхтич Фульвіо Ружжієрі супроводжував папського Sondernuntius Джованні Франческо Коммендоне, єпископа Закінфу, у Трір і 14 січня 1562 року відвідав Ігельську колону, про що коротко написав у своєму звіті про подорож.

### Ігельська колона та Гете
Йоганн Вольфганг фон Гете відвідав колону 26 серпня та 22 чи 23 жовтня 1792 року; після чого він її описав та замалював, але і пізніше декілька раз згадував античний монумент.
Серед іншого він таке написав про колону в автобіографічному нарисі «Подорож до Франції» 23 серпня:
По дорозі з Тріра в Люксембург сподобався мені лише монумент біля Ігеля. Оскільки я знав, як вдало люди минулого ставили свої будівлі і монументи, відкинув я подумки сільські дахи і от стоїть він на чудовому місці. Мозель тече безпосередньо поруч, поєднуючись навпроти з іншою водою — Саар; вигин річок, підйоми та спуски пагорбів, пишна рослинність надають місцині привабливості та чудовості.
та 22 жовтня:
Можливо ніде сила стародавнього світу так не відчувається, як у цьому контрасті: монумент, хоч і воєнним часам, але також і щасливішим, переможним дням і тривалому благополуччю мирних людей цієї околиці. І хоча збудований у пізніші часи, за Антонінів, він все ще має створені чудовим мистецтвом стільки особливостей, що в цілому становить враження витонченого, а його навіть і дуже пошкоджені деталі діляться з нами відчуттям радісного щоденного життя.

## Різне
Неподалік від Ігельської колони на виноградному пагорбі розташований «Грутенхойсхен» — реконструйований римський храм над похованням.

## Захист пам'ятки
Ігельська колона є захищеним об'єктом культурної спадщини відповідно до німецького закону про захист пам'яток (DSchG) та включена у перелік пам'яток землі Рейнланд-Пфальц. Вона лежить на туристичному маршруті «Трірська дорога».
З 1986 року колона є частиною об'єкту Світової спадщини ЮНЕСКО «Давньоримські пам'ятки, Кафедральний собор Св. Петра та Церква Богоматері у місті Трір». Крім того, вона є захищеною культурною цінністю відповідно до Гаазької конвенції і позначена блакитно-білими захисним знаком.